# Paul L. Freeman, Jr.
Pour les articles homonymes, voir Freeman.
Paul Lamar Freeman, Jr., né le 29 juin 1907 et mort le 17 avril 1988, est un général de l'United States Army.
Débutant sa carrière militaire en 1927, il a participé à la Seconde Guerre mondiale et la guerre de Corée, et prend sa retraite en 1967.